# Либертад (муниципалитет штата Ансоатеги)
Либертад (исп. Libertad) — муниципалитет в составе венесуэльского штата Ансоатеги. Административный центр — город Сан-Матео.

## Административное деление
Муниципалитет делится на 4 прихода:
- Сан-Матео
- Эль-Карито
- Санта-Инес
- Ла-Ромеренья